# O Melhor Amigo (2025)
O Melhor Amigo é um filme brasileiro de comédia romântica de 2025, dirigido por Allan Deberton, com roteiro de Andre Araujo, Otavio Chamorro, Pedro Karam e Raul Damasceno. Produzido pela Vitrine Filmes, em parceria com Telecine e Deberton Filmes, foi lançado em 13 de março de 2025 nos cinemas brasileiros.

## Sinopse
No primeiro dia de férias, Lucas e Felipe decidem ir à praia. O passeio, inicialmente despretensioso, se torna um marco na vida de Lucas, que começa a lidar com sentimentos inesperados. Em meio ao calor do verão e à liberdade das férias, ele se vê envolvido em uma paixão platônica e oculta por seu melhor amigo.

## Elenco
- Gabriel Fuentes como Felipe
- Vinicius Teixeira como Lucas
- Claudia Ohana como Estrela Dalva
- Mateus Carrieri como José
- Diego Montez como Juan
- Leo Bahia como Martin
- Solange Teixeira como Roberta
- Marta Aurélia como Anne
- Gretchen como ela mesma

## Recepção
Em sua crítica no CinePOP, Thiago Nolla disse que o filme "é uma cândida comédia romântica que escorrega aqui e ali". No jornal O Povo, Arthur Gadelha disse que "é um filme desnorteado, mas agarrado na ideia de que, mesmo no raso, a diversão pode ser um destino autorreferente. Em grande parte, é mesmo."
No canal do YouTube do Papo de Cinema, VhFurtado avaliou como um filme "Sessão da Tarde".